# Suzanne Simonin, la religiosa
Suzanne Simonin, la religiosa (Suzanne Simonin, la Religieuse de Diderot) è un film del 1966 diretto da Jacques Rivette tratto da un romanzo di Denis Diderot.

## Trama
Nella Francia del XVIII secolo, una ragazza viene forzata dalla famiglia a prendere i voti da suora ed entrare controvoglia in convento.
La ragazza però si oppone fortemente in quanto, pur osservante dei valori cristiani, si sente portata ad una normale vita laica.
Infine la madre le rivela che è nata da una sua giovanile relazione extraconiugale e che la sua presenza le crea disagi all'interno del suo attuale ambito familiare e la persuade che entrare in convento è la soluzione migliore per entrambe.
Costretta dalla situazione, suo malgrado prende comunque i voti e la madre superiora che prova empatia nei suoi confronti la convince che nonostante non riconosca la sua vocazione, anche la vita conventuale presenta comunque qualche aspetto positivo.
Sfortunatamente, la prima madre superiora muore inaspettatamente e viene sostituita da una seconda madre superiora che doma la ribellione della giovane ragazza con continue persecuzioni e maltrattamenti.
Susanna inizia così un procedimento ufficiale per ottenere dalla Chiesa l'annullamento dei voti in quanto imposti contro la propria volontà; tuttavia l'esito è negativo.
Si confida con un prete che l'aiuta a fuggire assieme dal convento, ma lo stesso si rivela infine avere delle mire moleste nei suoi confronti e in seguito viene individuato e arrestato per l'evasione.
Finalmente, la ragazza inizia la sua vita libera e normale con un umile lavoro come sarta presso una famiglia di artigiani.
Tuttavia, ad ogni rintocco di campana del vicino campanile, la ragazza conserva l'abitudine di farsi il segno della croce svelando involontariamente in tal modo ai suoi ospiti che era una suora scappata dal convento.
Le leggi dell'epoca prevedevano severe punizioni sia per i religiosi fuggiti dal convento, sia per coloro che li aiutavano.
Improvvisamente Susanna si rende conto delle insidie della vita libera che non è quella che aveva ipotizzato e contemporaneamente si accorge che nonostante la sua iniziale riluttanza la permanenza nel convento l'ha realmente plasmata trasmettendole valori morali che di fatto l'hanno resa una vera suora.
Senza più alternative, senza una vera identità, non avvezza alle continue insidie del mondo esterno, deve prendere una decisione estrema.

## Film di medesima ispirazione
Dallo stesso soggetto sono stati tratti: La monaca nel peccato (1986) di Dario Donati, alias Aristide Massaccesi, con Eva Grimaldi; e La religiosa (2013) di Guillaume Nicloux, con Isabelle Huppert.